# 泰衛賽刺鎧蝦
泰衛賽刺鎧蝦（学名：Munida tiresias）为鎧甲蝦科刺鎧蝦屬下的一个种。